# Burgenländische Küche

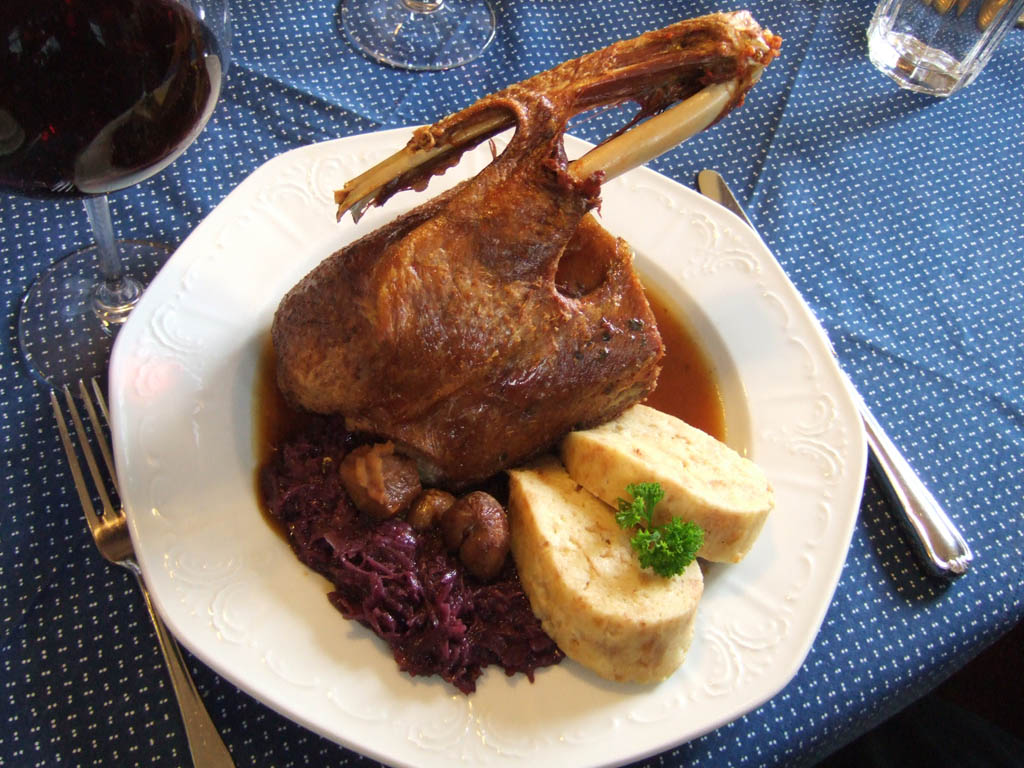
Martinigansl mit Rotkraut, Maroni und Serviettenknödel

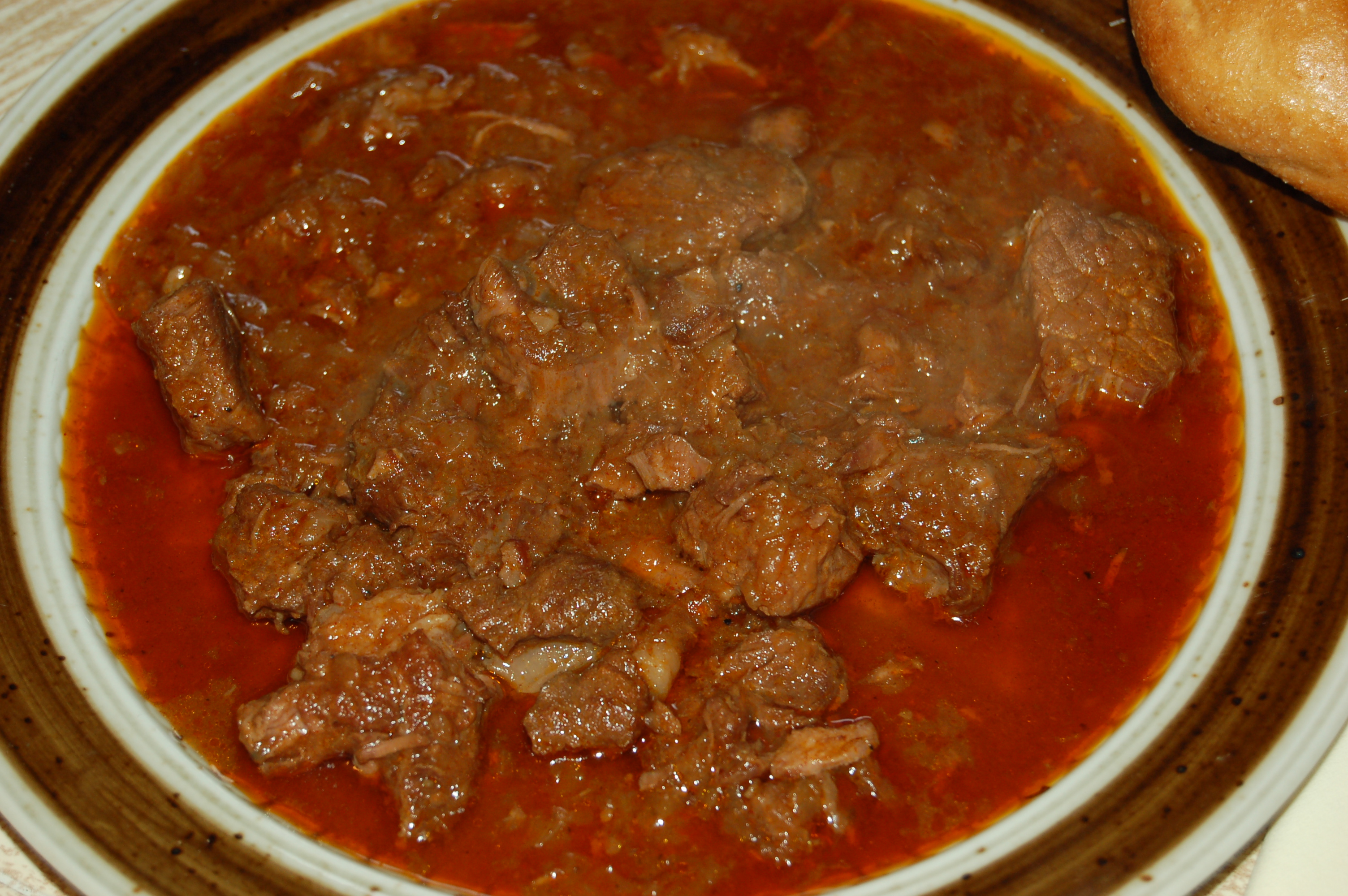
Gulasch

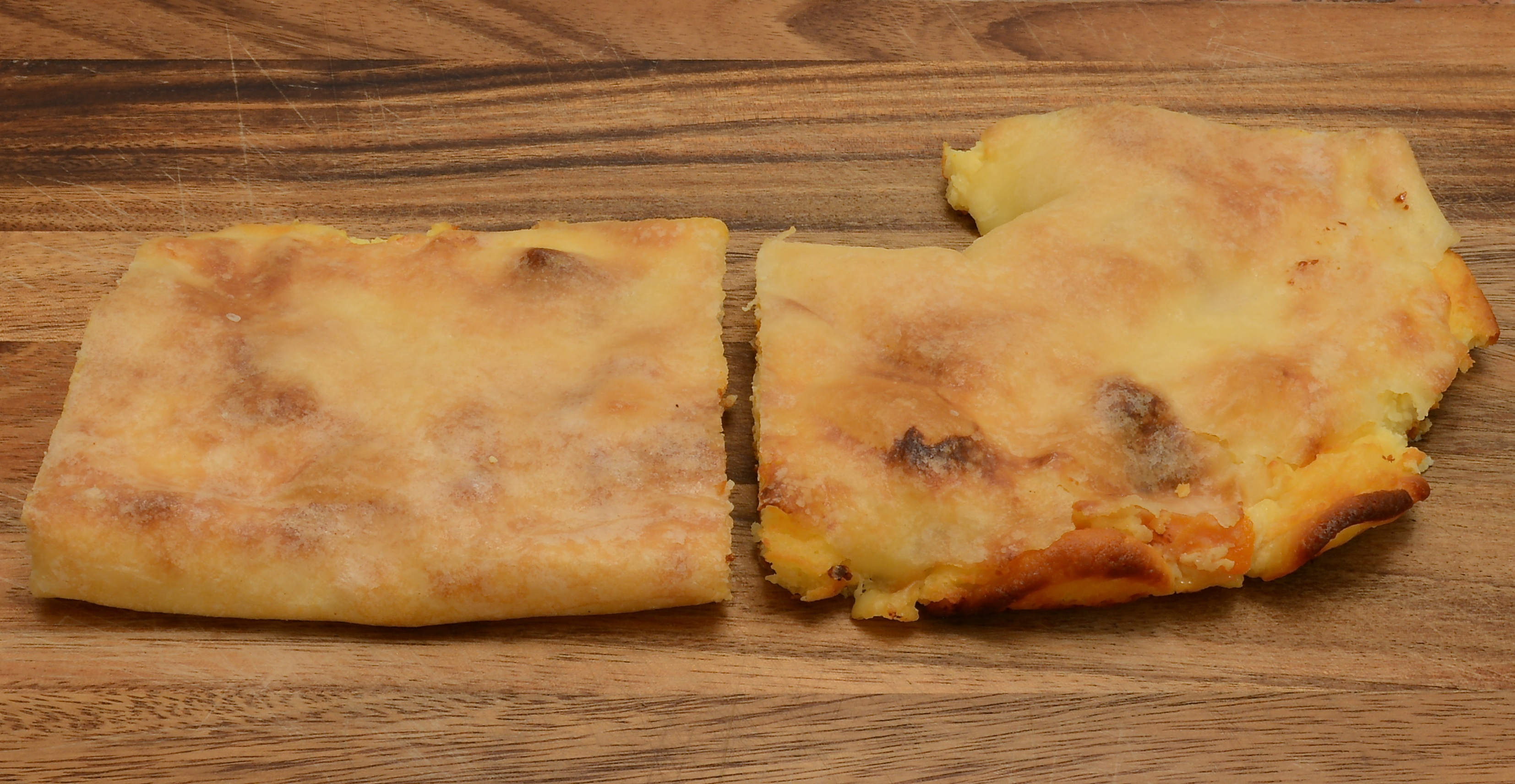
Burgenländischer Hausfrauenstrudel

Als Burgenländische Küche bezeichnet man allgemein die Koch- und Esstradition des gleichnamigen Bundeslandes, des seit 1921 zu Österreich gehörenden Teils von Deutsch-Westungarn. Teilweise wird sie unter Bezug auf die umgebende europäische Großlandschaft als Pannonische Küche bezeichnet.

## Geschichte
Ursprünglich ist die Burgenländische Küche eine Regionalküche des Königreichs Ungarn. Dort wurde sie stark von den Landesküchen der Ungarn, der Kroaten, der Serben und Slowaken beeinflusst. Ebenso durch die Heanzen, deutsche Bauern aus bayrischen und alemannischen Gebieten. Davon leitet sich vermeintlich der Spitzname „Suppenschwaben“ ab, der den Burgenländern früher wegen ihrer Vorliebe für Kraut-, Eintropf- und Gemüsesuppen zu allen Hauptmahlzeiten gegeben wurde. Kulturell wurde die Küche auch durch die Wiener Küche beeinflusst, was sich durch Variationen typischer Gerichte der angrenzenden Landesküchen zeigt.

## Traditionelle Gerichte
Vor allem der Sterz, zubereitet mit Weizenmehl, flüssigem Schweineschmalz und entweder mit gerösteten Kartoffeln (Bettlersterz) oder gekochten Bohnen (Bohnensterz), ist ein typisch burgenländisches Gericht. Zu den traditionellen Gerichten zählen außerdem verschiedene Strudel, Suppen und Gulaschvariationen mit viel Zwiebel, Knoblauch und Paprika.

### Suppen
Die Bewohner im Land am Neusiedler See haben von alters her eine besondere Vorliebe für Suppe in diversen Variationen. Die Vorfahren der heutigen Burgenländer wurden deshalb von deren Nachbarn spöttisch „Suppenschwaben“ genannt.
- Einbrennsuppe – Suppe mit Mehlschwitze („Einbrenn“) aus Mehl, Butter und Wasser (oder klarer Suppe)[5]
- Fischsuppe[6]
- Knoufüsuppm – Knoblauchsuppe[7]
- Krautsuppe[8]
- Mülifoafal (Farferlsuppe) – Suppe auf Milchbasis mit Mehlnockerln. Das Mülifoafal galt laut Franz Maier-Bruck von alters her als eine Art Nationalspeise der Burgenländer („Hienzen“). Das ehedem vor allem bei den ärmeren Schichten häufig aufgetischte Gericht verschwand nach dem Zweiten Weltkrieg mit dem zunehmenden Wohlstand nahezu vollständig vom Speiseplan der Burgenländer.[9][10][11]
- Weinsuppe[12]

### Hauptspeisen
- Baou(ñ)schdeaz – Bohnensterz, ein Sterz aus Schmalz, Mehl, Wasser und Bohnen[13][14]
- Fischgulasch[15]
- Gefüllte Paprika – gefüllt mit Faschiertem und Reis. Beilage: Salzerdäpfel und Paradeissauce
- Grammeltascherln – mit faschierten Grammeln gefüllte Teigtaschen[16]
- Grenadiermarsch – ein Gericht aus Kartoffeln, Fleckerln, Zwiebel, Paprikapulver und Wurststücken.
- Grumpangulasch – Erdäpfelgulasch (burgenländisch Grumpan bedeutet wörtlich „Grundbirne“)
- Gulasch – Mit Gulasch wird im Burgenland ausschließlich das Rindsgulasch bezeichnet.
- Lekwatatschkarln – mit Powidl gefüllte Teigtaschen (von ungarisch lekvár = Marmelade). Diese Speise entspricht den böhmischen Powidltatschkerln[17]
- Letscho[18]
- Martinigansl – Gebratene Gans, die zu Martini (11. November) gegessen wird. Da der heilige Martin Landespatron des Burgenlandes ist, hat das Gansl-Essen in diesem Bundesland eine besondere Tradition.
- Strudelvarietäten – Von alters her war in den bäuerlichen Haushalten des Burgenlandes – nicht bloß als Nachspeise, sondern als Hauptspeise – die Zubereitung einer Anzahl an Strudeln üblich.[19] Laut Franz Maier-Bruck war Strudel in diversen Varietäten immer schon die Lieblingsspeise der im heutigen Burgenland beheimateten Heanzen.[20] Als „Strudeltag“ galt der Freitag, an dem aus religiösen Gründen kein Fleisch konsumiert werden durfte.[19] In Großhöflein wurde  der „Strudeltag“, ebenso wie der „Knödeltag“, sogar in einem Volkslied besungen.[21] Bohnenstrudel, Topfenstrudel und Kartoffelstrudel kamen in Bauernhaushalten ganzjährig auf den Tisch, andere Strudel wie Kirschstrudel, Apfelstrudel etc. werden – bis heute – saisonal zubereitet (Als typischer Festtagsstrudel gilt im Burgenland der Nussstrudel, der dort allerdings als Nachspeise serviert wird).[19]
- Zander – in Butterschmalz gebraten und gewürzt

### Zuspeisen
Als „Zuspeise“ (burgenländisch: Zuischpeis) zu Fleisch kennt die burgenländische Hausfrauenküche eine Anzahl an Varietäten, zubereitet aus Gemüse. Zu ihnen zählen etwa:
- Erbsenzuspeise (burgenländisch: Oawasbatzl – wörtlich: „Erbsenbatzerl“)[22]
- Kartoffelzuspeise (burgenländisch: Sauri Grumpan – wörtlich: „Saure Grundbirnen“), zubereitet mit Einbrenn[22]
- Kohlzuspeise (burgenländisch: Köch), zubereitet aus einem Kohlkopf (Wirsing), Erdäpfeln, Butter, Mehl, Salz, Pfeffer und Muskatnuss[23]
- Kürbiszuspeise (burgenländisch: Kiawaszuischpeis), zubereitet mit nudelig gehacheltem Kürbis, Zwiebel, Paprikapulver und Sauerrahm[22]
- Rübenzuspeise (burgenländisch: Ruimzuischpeis), zubereitet aus Halmrüben[22]
- Süßes Kraut (burgenländisch: Siass Kraut), zubereitet mit Einbrenn, Kraut und Kartoffeln[22]

Von alters her werden solche gemüsige Beilagen im Burgenland als „Zuspeise“ bezeichnet, jedoch ist mit dem fortschreitenden Abkommen der traditionellen Hausfrauenküche seit dem ausgehenden 20. Jahrhundert auch der Gebrauch dieses Wortes seltener geworden.

### Süße Speisen
- Burgenländerkipferl – Kipferl mit einer Nussbaiserfüllung
- Hullaschoiba'l – Gebackene Holunderblüten, bestreut mit Zucker und Zimt. Laut Franz Maier-Bruck sind „Schoiba'l“ generell im Burgenland eine beliebte Speise. Auch „Apfelschoiba'l“ (aus Apfelscheiben) und „Akazienschoiba'l“ (aus Akazienblüten) sind eine typisch burgenländische Speise. Gebackene Brennnesselblätter, Salbeiblätter oder Zwetschgen werden auf die gleiche Weise bereitet.[24]
- Martinikipfel – Kipferl aus Germteig. Diese Kipferl werden am Martinstag (11. November) gebacken (der heilige Martin ist der Landespatron des Burgenlandes).[25]
- Schmerkrapferl – zubereitet mit Schmer (Bauchfett vom Schwein), gefüllt mit Marmelade[26]
- Spitzbuben – zubereitet mit Mehl, Kakao, geriebenen Haselnüssen, Schmalz, Eiern, Milch und Staubzucker, bestrichen mit Zwetschkenmarmelade[27]

### Backwerk
- Grammelpogatscherl – zubereitet aus faschierten Grammeln und Germteig, werden in burgenländischen Weinorten gern zu Wein gereicht[28]